# Misión de Estabilización de las Naciones Unidas en Haití
La Misión de las Naciones Unidas para la Estabilización en Haití (MINUSTAH, del francés MIssion des Nations Unies pour la STAbilisation en Haïti) fue una misión de paz de fuerzas de la ONU vigente en Haití de 2004 a 2017.
La MINUSTAH fue creada por el Consejo de Seguridad de las Naciones Unidas después de la intervención militar de febrero de 2004 que reemplazó al Presidente Jean-Bertrand Aristide por Boniface Alexandre. Alexandre solicitó a las Naciones Unidas el establecimiento de una fuerza provisional de paz, que en junio de ese año fue sucedida por la MINUSTAH. En 2017 la misión acabó, siendo continuada la labor que quedaba por la Misión de las Naciones Unidas de Apoyo a la Justicia en Haití (MINUJUSTH).

## Objetivos
Los objetivos de la misión fueron principalmente:
1. Estabilizar el país.
2. Pacificar y desarmar grupos guerrilleros y delincuenciales.
3. Promover elecciones libres e informadas.
4. Fomentar el desarrollo institucional y económico de Haití.

## Efectivos militares
El contingente se compuso de aproximadamente 7000 efectivos militares, provenientes de Argentina, Bolivia, Brasil, Canadá, Chile, Colombia, Croacia, Ecuador, El Salvador, España, Estados Unidos, Filipinas, Francia, Guatemala, Honduras, Italia, Jordania, Nepal, Pakistán, Paraguay, Perú, República Dominicana, Sri Lanka y Uruguay.
Las tropas argentinas tuvieron asiento en la norteña ciudad de Gonaïves, una de las zonas más conflictivas del país. La presencia militar conjunta de Chile, Colombia y Ecuador se concentraba principalmente el puerto de Cap Haitien, en el norte del país.
Bolivia envió un batallón de Infantería de Marinaque se desplegó desde la Capital Puerto Príncipe. 
En 2004 gran parte del territorio se vio afectado por el Huracán Jeanne debiendo modificarse las operaciones, incrementando la ayuda humanitaria en detrimento de las de índole militar.
El 10 de octubre de 2009 hubo un accidente aéreo que cobró 11 vidas; informes preliminares confirmaron que los fallecidos fueron seis cascos azules uruguayos y cinco jordanos, quienes realizaban una operación de reconocimiento en la frontera haitiano-dominicana.
El 12 de enero de 2010, un terremoto destruyó gran parte de la capital, incluidos los cuarteles de la misión en el Hotel Christopher en Puerto Príncipe. El jefe de la misión, Hedi Annabi, y 37 miembros del personal de ONU murieron en el suceso.

### Países integrantes

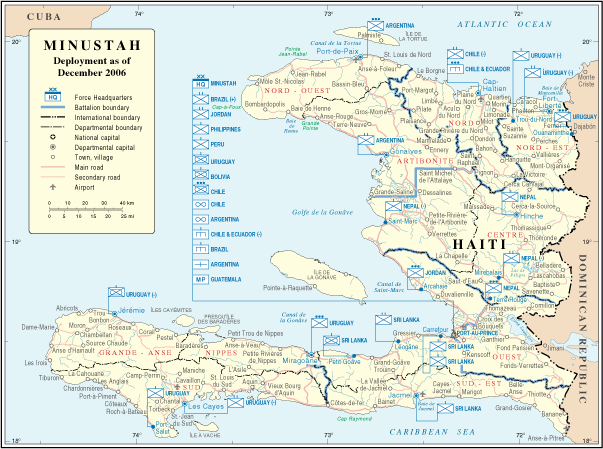
Mapa del despliegue de la MINUSTAH en diciembre de 2006

- Argentina
- Bolivia
- Brasil
- Canadá
- Chile
- Colombia
- Croacia
- Ecuador
- El Salvador
- España
- Estados Unidos
- Francia
- Italia
- Filipinas
- Guatemala
- Honduras
- Jordania
- Nepal
- Pakistán
- Paraguay
- Perú
- República Dominicana
- Sri Lanka
- Uruguay

### Contingente Internacional
| Agosto de 2016               | H    | M   | Subtotal |
| ---------------------------- | ---- | --- | -------- |
| Policía Individual           | 591  | 97  | 688      |
| Unidades policiales formadas | 1531 | 131 | 1662     |
| Tropas de Contingencia       | 2255 | 103 | 2358     |
| Total                        | 4377 | 331 | 4708     |

## Efectos sobre la población civil
Sobre la misión pesan diversas acusaciones de violaciones de los derechos humanos que incluyen explotación sexual y violaciones, además de la introducción de enfermedades como el cólera.